# Sierksrade
Sierksrade ist eine Gemeinde im Kreis Herzogtum Lauenburg in Schleswig-Holstein (Deutschland). Bekannt wurde sie vor allem durch die nahegelegene Diskothek Ziegelei Groß Weeden, auf deren Gelände eine Erstaufnahmeeinrichtung für 1500 bis 2000 Flüchtlinge eingerichtet werden sollte.

## Geschichte
Das Dorf wurde im Ratzeburger Zehntregister von 1230 zum ersten Mal urkundlich erwähnt. Im Jahre 1937 wurde das als Exklave zu Lübeck gehörende Dorf durch das Groß-Hamburg-Gesetz dem Kreis Herzogtum Lauenburg zugeteilt. Seit 1948 gehört die Gemeinde zum Amt Berkenthin.

## Politik

### Gemeindevertretung
Bei der Kommunalwahl am 14. Mai 2023 wurden insgesamt neun Sitze vergeben. Von diesen erhielt die Freie Wählergemeinschaft Sierksrade acht Sitze und eine Einzelbewerberin einen Sitz.

### Wappen
Blasonierung: „Von Blau und Grün durch einen silbernen Wellenbalken leicht schräg geteilt. Oben rechts ein unten vom Wellenbalken teilweise überdecktes silbernes Mühlrad, links ein von Silber und Rot geteiltes Schildchen, dessen rotes Feld den Wellenbalken teilweise überdeckt. Unten ein silberner Baumstumpf.“